# Royal Regalia Museum

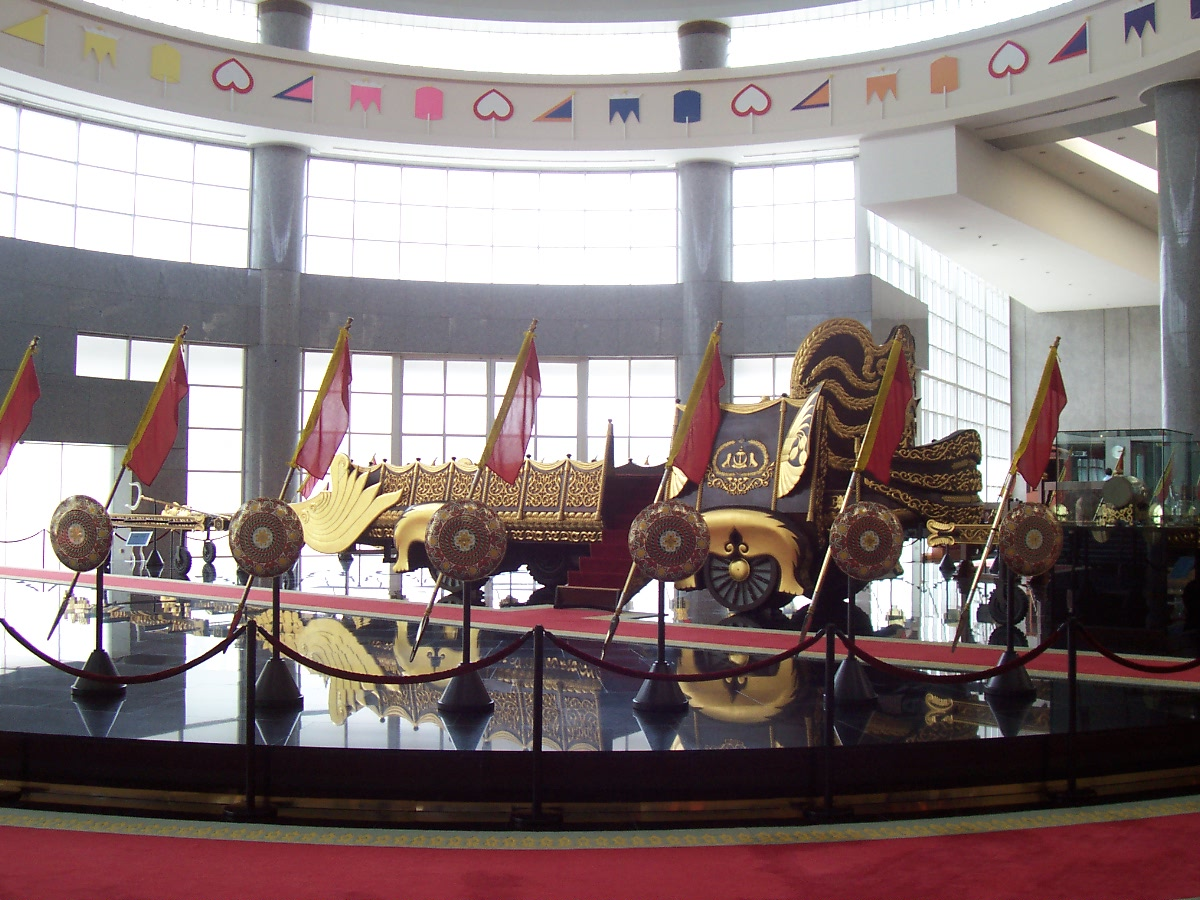
Kutsche des Sultans von Brunei im Museum

Das Royal Regalia Museum (malaiisch Muzium Alat Kebesaran Diraja) ist ein Museum und Gebäude in Bandar Seri Begawan, der Hauptstadt Brunei Darussalams. Es beheimatet die monarchischen Insignien des Sultans von Brunei, darunter seine Kutsche. Das Museum wurde am 30. September 1992 eröffnet.
Es wird von durchschnittlich mehr als 100.000 Menschen pro Jahr besucht, wovon 70 Prozent Ausländer sind.

## Geschichte
Das Gebäude, das ursprünglich Churchill's Memorial Building hieß, war anschließend bis 2017 als Royal Regalia Building bekannt. Es war zu Ehren von Winston Churchill durch Sultan Omar Ali Saifuddin III. errichtet worden. Es wurde zu Ehren des 25-jährigen Jubiläums des 29. Sultans 1992 in ein Museum umgewandelt.